# Veltruby (przystanek kolejowy)
Veltruby – przystanek kolejowy w miejscowości Veltruby, w kraju środkowoczeskim, w Czechach. Znajduje się na wysokości 196 m n.p.m. Położony jest we wschodniej części miejscowości.
Jest zarządzany przez Správę železnic. Na przystanku nie ma możliwości zakupu biletów, a obsługa podróżnych odbywa się w pociągu. 

## Linie kolejowe
- 231 Praha - Lysá nad Labem - Kolín